# Давыдовка (Житомирский район)
Давыдовка (укр. Давидівка) — село на Украине, находится в Житомирском районе Житомирской области.
Население по переписи 2001 года составляет 271 человек. Занимает площадь 0,507 км².

## Адрес местного совета
12415, Житомирская область, Житомирский р-н, с. Ивановка, ул. Островского.